# ماراكاس
ماراكاس (بالإنجليزية: َMaracás)‏ (من مواليد 27 أبريل 1994 في البرازيل) هو لاعب كرة قدم محترف لعب سابقاً في نادي الوحدة الإماراتي.

## روابط خارجية
ماراكاس على موقع قاعدة بيانات كرة القدم.إي يو (الإنجليزية)
- ماراكاس على موقع Soccerway.com (الإنجليزية)